# عين زادة (سطيف)
عين زادة هي قرية جزائرية تابعة لبلدية عين أرنات  الكائنة بدائرة عين أرنات، بولاية سطيف الجزائرية.
عدد السكان 892 نسمة (إحصاء 1998)

## تاريخ
في فترة الإمبراطورية الرومانية كانت منطقة البرج تسمى «تمانونا» وهي جزء لا يتجزأ من المقاطعة الرومانية لموريتانيا القيصرية، والتي أصبحت موريطنية السطايفية. كانت منطقة سطيف أحد مخازن الحبوب في روما القديمة: كان كابوت سالتوس هوريوروم (Caput Saltus Horreorum Pardalarii) (30 ق.م - 640 م) والتي تقوم على أنقضها اليوم عين زادة مقرها الرئيس المنطقة.

## منشآت

### سد عين زادة
معروفة بالسد المسمى باسمها سد عين زادة ويغذي هذا السد ولايتين (سطيف وبرج بوعريريج).

### محطة توليد الكهرباء
تقع محطة توليد الكهرباء في بلدية عين أرنات بالقرب من بلدة عين زادة، تغطي مساحة 30 هكتاراً، بنيت من قبل شركة إنتاج الكهرباء (SPE) ، التابعة لشركة سونلغاز بالتعاون مع الكونسورتيوم الكوري الجنوبي المكون من شركة هيونداي للهندسة والإنشاءات ودايو العالمية.
محطة توليد الكهرباء ذات الدورة المركبة بقدرة 1.015 ميغاواط تحتوي على أربعة عشر منفذاً للإخلاء، وقدرت تكلفة المشروع مبدئياً بـ 17,828,895,000.00 دينار بالإضافة إلى 311,590,000.00 دولار أمريكي و 278,087,000.00 يورو. افتتح رئيس الوزراء عبد المالك سلال المحطة في 30 أبريل 2017.
الغرض من هذه المعدات الكهربائية هو تلبية الطلب المتزايد على الطاقة الكهربائية في جميع أنحاء منطقة الهضاب العليا.